# Bobovac (Sunja)
Pour les articles homonymes, voir Bobovac.
Bobovac est une localité de Croatie située dans la municipalité de Sunja, comitat de Sisak-Moslavina. Au recensement de 2011, elle comptait 330 habitants.